# 六甲アイランド北出入口
六甲アイランド北出入口（ろっこうアイランドきたでいりぐち）は、兵庫県神戸市東灘区の阪神高速道路5号湾岸線の出入口。天保山方面のみ出入口のあるハーフIC。
湾岸線のここから垂水方面は未開通で、事業化どころか2009年（平成21年）3月まで都市計画決定もされていなかった。
ETC車はハーバーハイウェイを経由して3号神戸線の摩耶出入口・京橋出入口へ乗り継ぐことが出来、湾岸線と神戸線を連絡する役割を担っている。（一般車は住吉浜出入口を利用することで乗り継ぎ可能（ETC車も住吉浜出入口で乗り継ぎ可能））

## 道路
- 阪神高速5号湾岸線 (5-16)

## 周辺
- 六甲アイランド
- 神戸市立小磯記念美術館
- 神戸ファッションプラザ

## 隣
阪神高速5号湾岸線
(5-15) 魚崎浜出入口 - (5-16) 六甲アイランド北出入口 - （垂水方面、事業中）